# シオミヤイルカ
シオミヤ イルカ（1983年 - ）は、日本の漫画家、イラストレーター。

## 経歴・人物
2005年、文芸誌『ファウスト』vol.6 に掲載の小説作品、錦メガネ「コンバージョン・ブルー」の挿絵イラストを担当しイラストレーターとしてメジャーデビューした。以後「コンバージョン・ブルー」シリーズの挿絵を担当したほか、2008年4月に『パンドラ』Vol.1 side-B 誌上に漫画作品「カンジカ!」が掲載され漫画家としてもデビュー。 同年8月には『ファウスト』vol.7 にも読み切りの短編「強い子・弱い子・普通の子」を発表。2010年9月15日には、星海社のwebコンテンツとして「最前線」に錦メガネ原作のミステリ漫画「非実在推理少女あ〜や」を連載したが、コミックス第1巻を刊行後に休載となった。その後、2011年9月には、『ファウスト』誌上に「強い子・弱い子・普通の子」の続編を発表したほか、10月に『パンドラ』Vol.2 side-A 誌上で、西尾維新の小説作品を原作とした「零崎双識の人間試験」を掲載（同作は11月から、『月刊アフタヌーン』誌上で連載を開始した）。同作の完結後は、講談社系の漫画誌を中心に作品を発表している。
『少年マガジンエッジ』2017年4月号（3月17日発売）より、時雨沢恵一のライトノベル作品「キノの旅 the Beautiful World」のコミカライズ連載を開始。

## 作品リスト

### 漫画
- 零崎双識の人間試験 （西尾維新原作、講談社月刊アフタヌーン、2011年 - 2013年）全5巻。それぞれ「特装版」あり
- 非実在推理少女あ〜や （錦メガネ原作、星海社comics、「最前線」2010年9月 - 2011年2月）全1巻。
- マルさんのスナック （講談社アフタヌーンKC、2014年7月 - 2015年5月)　全1巻。
- 原始乙女と神の塔 （講談社ヤンマガKC、2015年10月）全1巻。
- キノの旅 the Beautiful World （時雨沢恵一・黒星紅白原作原案、講談社少年マガジンエッジコミックス、2017年 - 2020年）全8巻

#### 読み切り
- 「カンジカ!」 （『パンドラ』Vol.1 SIDE-B、2008年4月）
- 「強い子・弱い子・普通の子」 （『ファウスト』vol.7 2008年8月、『ファウスト』vol.8 2011年）

### 小説挿絵
- コンバージョン・ブルー （『ファウスト』vol.6 SIDEA/B、7、『パンドラ』Vol.1、2005年 - 2008年）
- 戦姫 （夏緑/著、HJ文庫、全3巻）
  1. 天翔ける月天使 2006年8月
  2. 侵略の多国籍軍 2006年12月
  3. 少年は荒野に立つ 2007年6月
- 彼女はQ(クイーン) （吉田親司/著、電撃文庫、2007年8月）
- Chaos Kaoz Discaos （小野正道/著、ファミ通文庫、2008年1月）

### その他
- アニメ「化物語」第二話 ひたぎクラブ 其ノ貳 エンドカードイラスト提供
- アニメ「〈物語〉シリーズ セカンドシーズン」第懇話 つばさタイガー 其ノ伍 エンドカードイラスト提供